# Instytut Ekologii Społecznej
Instytut Ekologii Społecznej (ang. Institute for Social Ecology) – instytucja edukacyjna w Stanach Zjednoczonych, oferująca kursy dotyczące ekologii społecznej – antykapitalistycznej i antyautorytarnej formy wolnościowego socjalizmu. Instytut został założony w 1974 roku przez Murraya Bookchina i Daniela Chodorkoffa; jest pionierem w zakresie badań nad ekologicznymi metodami produkcji żywności i alternatywnymi źródłami pozyskiwania energii.

## Historia
Założona w 1974 roku  ISE jest niezależną instytucją szkolnictwa wyższego, prowadzącą badania z zakresu ekologii społecznej, filozofii, teorii politycznej i społecznej, antropologii, historii, ekonomii, nauk przyrodniczych i feminizmu. ISE oferuje kursy wakacyjne, studia roczne, warsztaty w kwestiach takich jak biotechnologia, jesienią i zimą serie wykładów i staży. Ponadto ISE jest zaangażowany w badania, jak również serię projektów naukowych.

## Absolwenci
- Dave Jacke, autor "Edible Forest Gardens"
- Eric Toensmeier, autor "Perennial Vegetables"
- Grace Gershuny, autorka "Soul of Soil"
- Tom Stearns, założyciel i właściciel "High Mowing Seed Company"
- Chaia Heller, "Ekologia w życiu codziennym"
- Brain Tokar, "Redesigning Life"
- Cindy Milstein